# 베트셰안

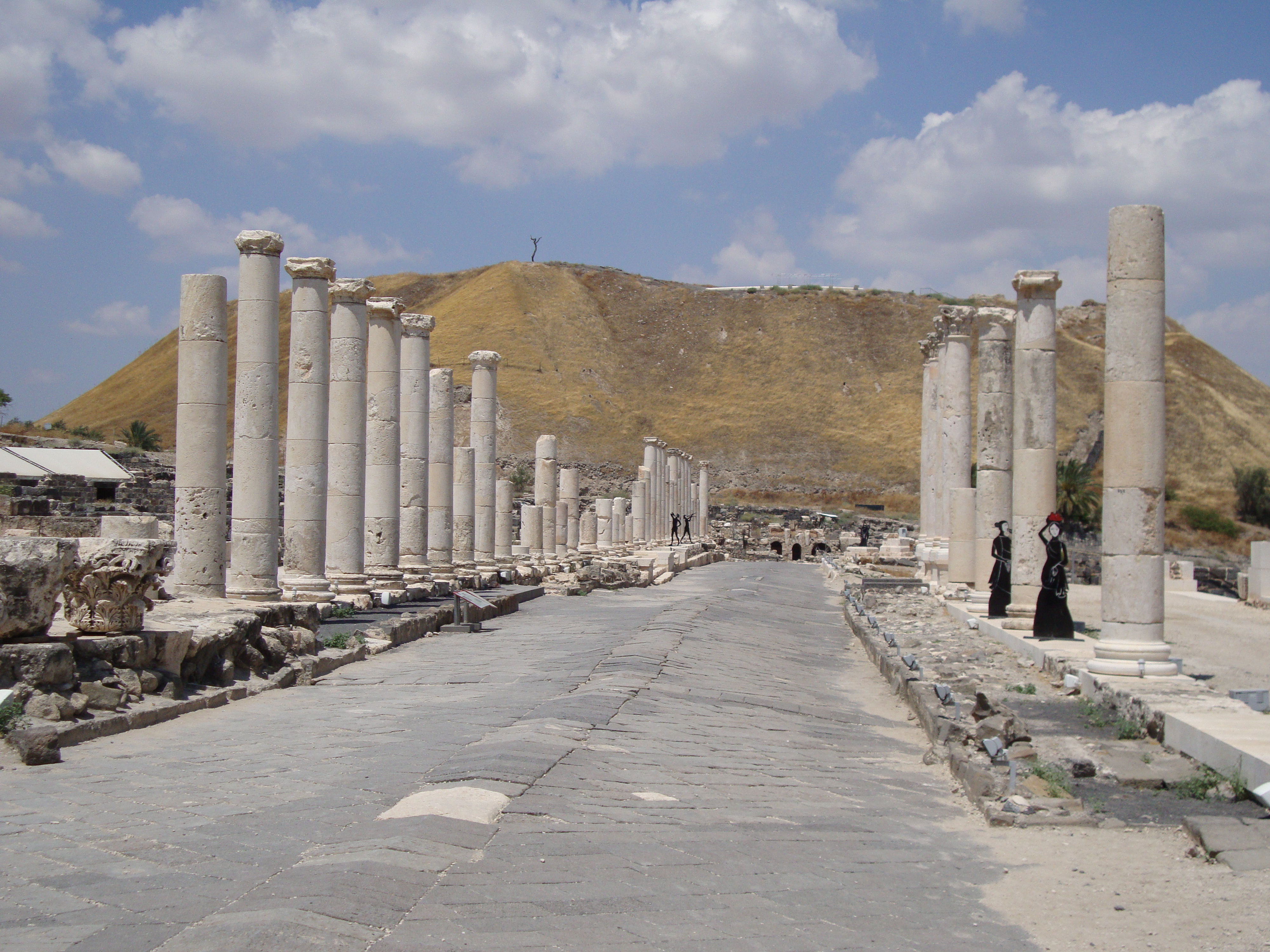
베트셰안

베트셰안(히브리어: בֵּית שְׁאָן, 아랍어: بيسان)은 이스라엘 북부 구에 위치한 도시로 면적은 7.33km2, 인구는 17,332명(2015년 기준)이다. 도시 이름은 히브리어로 "고요한 집"을 뜻한다. 이 곳에 있는 고대 도시 유적은 베트셰안 국립공원으로 지정되어 있다.

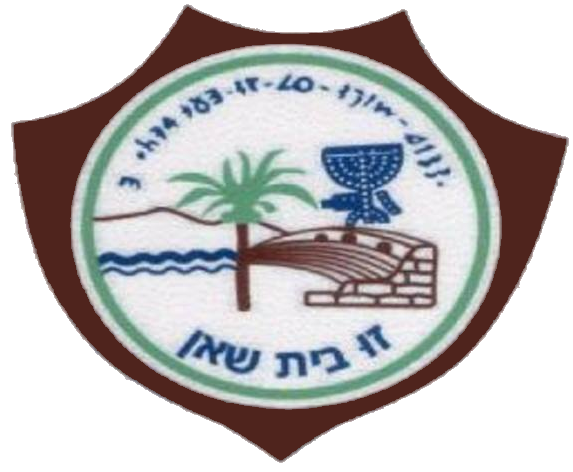
시 문장

## 역사
기원전 5000년경부터 마을이 형성되었으며, 가나안에 속해있다 후기 청동기 시대에 고대 이집트의 지배를 받았다. 성경에서 사울 왕이 사망한 곳으로 기록된 길보아 산이 인근에 있으며, 고대 그리스의 식민 도시였던 데카폴리스 가운데 하나가 되어 스키토폴리스(Scythopolis)로 불렸다. 12세기에 예루살렘 왕국의 일부로 편입되었으며, 이곳에 지어진 요새는 1183년 살라딘에 의해 파괴되었다.
이후 1947년 팔레스타인 분할안이 논의된 이후 1948년 이스라엘 독립 선언서가 발표되자 하가나에 의해 점령되었으며, 다수의 아랍인들이 나사렛으로 추방당한 이후 유대인 이민자들이 베트셰안 계곡에 정착해 계획 도시 중 하나로 발전하였다.